# Middlefield (Ohio)
Middlefield és una població del Comtat de Geauga (Ohio) als Estats Units d'Amèrica.

## Demografia
Segons el cens dels Estats Units del 2000 Middlefield tenia 2.233 habitants, 955 habitatges, i 576 famílies. La densitat de població era de 287,4 habitants/km².
Dels 955 habitatges en un 29,9% hi vivien nens de menys de 18 anys, en un 45,5% hi vivien parelles casades, en un 11,5% dones solteres, i en un 39,6% no eren unitats familiars. En el 33,9% dels habitatges hi vivien persones soles el 16,6% de les quals corresponia a persones de 65 anys o més que vivien soles. El nombre mitjà de persones vivint en cada habitatge era de 2,25 i el nombre mitjà de persones que vivien en cada família era de 2,9.
Per edats la població es repartia de la següent manera: un 23,6% tenia menys de 18 anys, un 8,2% entre 18 i 24, un 30,5% entre 25 i 44, un 19,7% de 45 a 60 i un 18,1% 65 anys o més.
L'edat mediana era de 37 anys. Per cada 100 dones de 18 o més anys hi havia 80,6 homes.
La renda mediana per habitatge era de 38.581 $ i la renda mediana per família de 47.500 $. Els homes tenien una renda mediana de 35.898 $ mentre que les dones 26.302 $. La renda per capita de la població era de 19.400 $. Aproximadament el 6,5% de les famílies i el 9% de la població estaven per davall del llindar de pobresa.

## Poblacions properes
El següent diagrama mostra les poblacions més properes.